# 2015 في لوكسمبورغ
فيما يلي قوائم الأحداث التي وقعت خلال عام 2015 في لوكسمبورغ.

## رياضة
- 7 يونيو – طواف لوكسمبورغ 2015 الفائزون 2015 Colombia season [الإنجليزية]‏، أندريه جريبيل، لينوس جيرديمان، أوليفر ناسن، فابيو دوارتي.

## أفلام
من الأفلام التي صدرت هذه السنة في لوكسمبورغ:
- 1 يناير – أغنية من البحر من إخراج توم مور.

## وفيات

### نوفمبر
- 21 نوفمبر – ليكس جاكوبي (مواليد 1930) كاتب لوكسمبورغي.